# La Sapienza (film)
Pour l’article homonyme, voir Université de Rome « La Sapienza ».
Pour plus de détails, voir Fiche technique et Distribution.
La Sapienza est un film dramatique franco-italien scénarisé et réalisé par Eugène Green, sorti en 2014.
Le titre fait référence à l'église Sant'Ivo alla Sapienza construite au XVIIe siècle par l'architecte Francesco Borromini à Rome.

## Synopsis

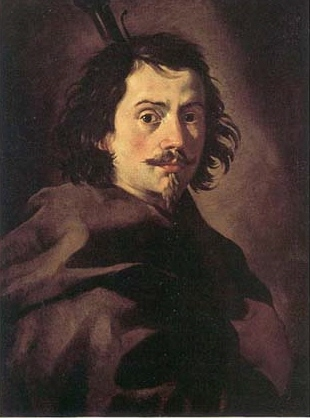
Portrait de Francesco Borromini

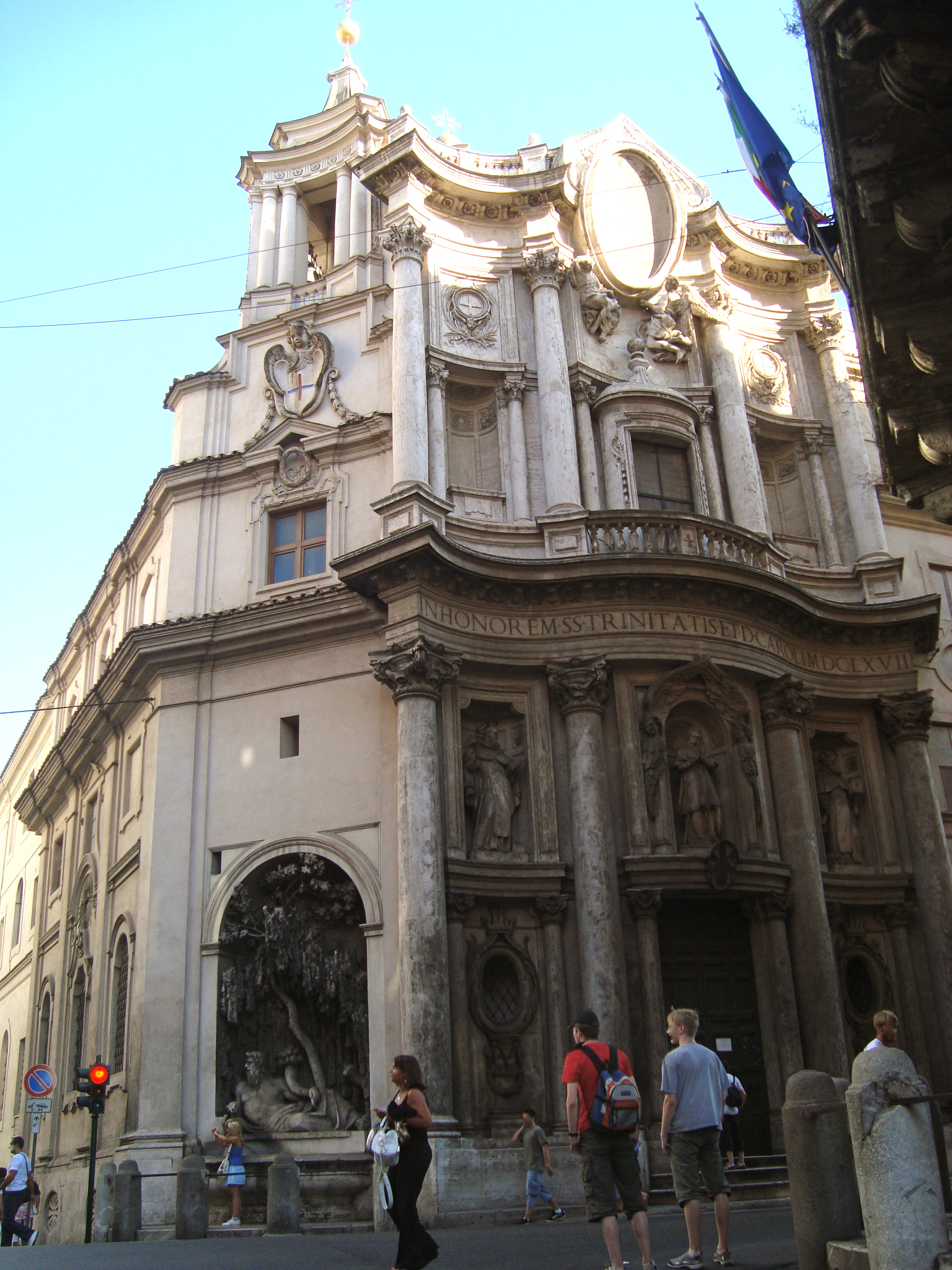
Façade ondoyante de l'église Saint-Charles-des-Quatre-Fontaines à Rome.

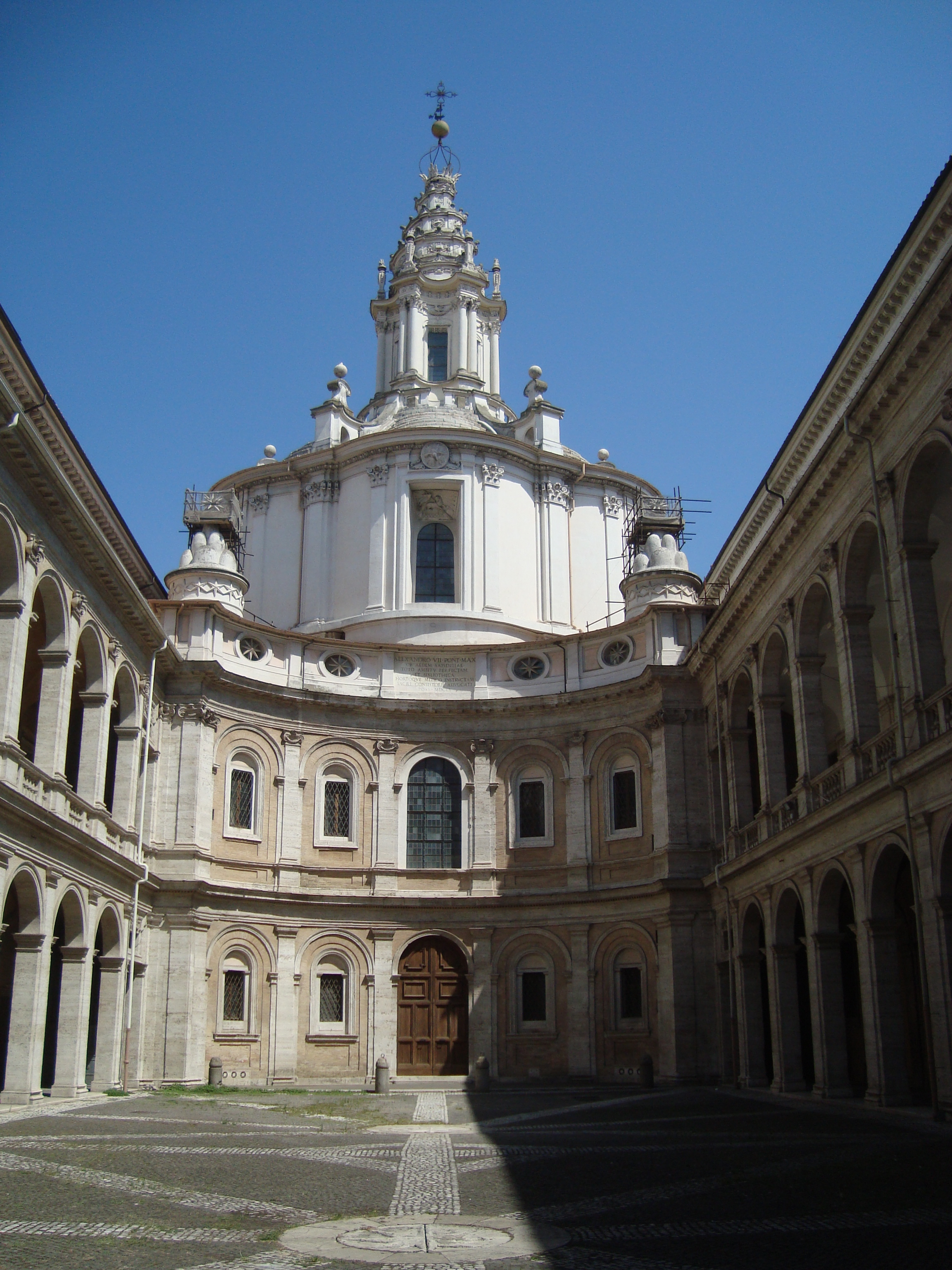
Façade incurvée de l'église Sant'Ivo alla Sapienza à Rome.

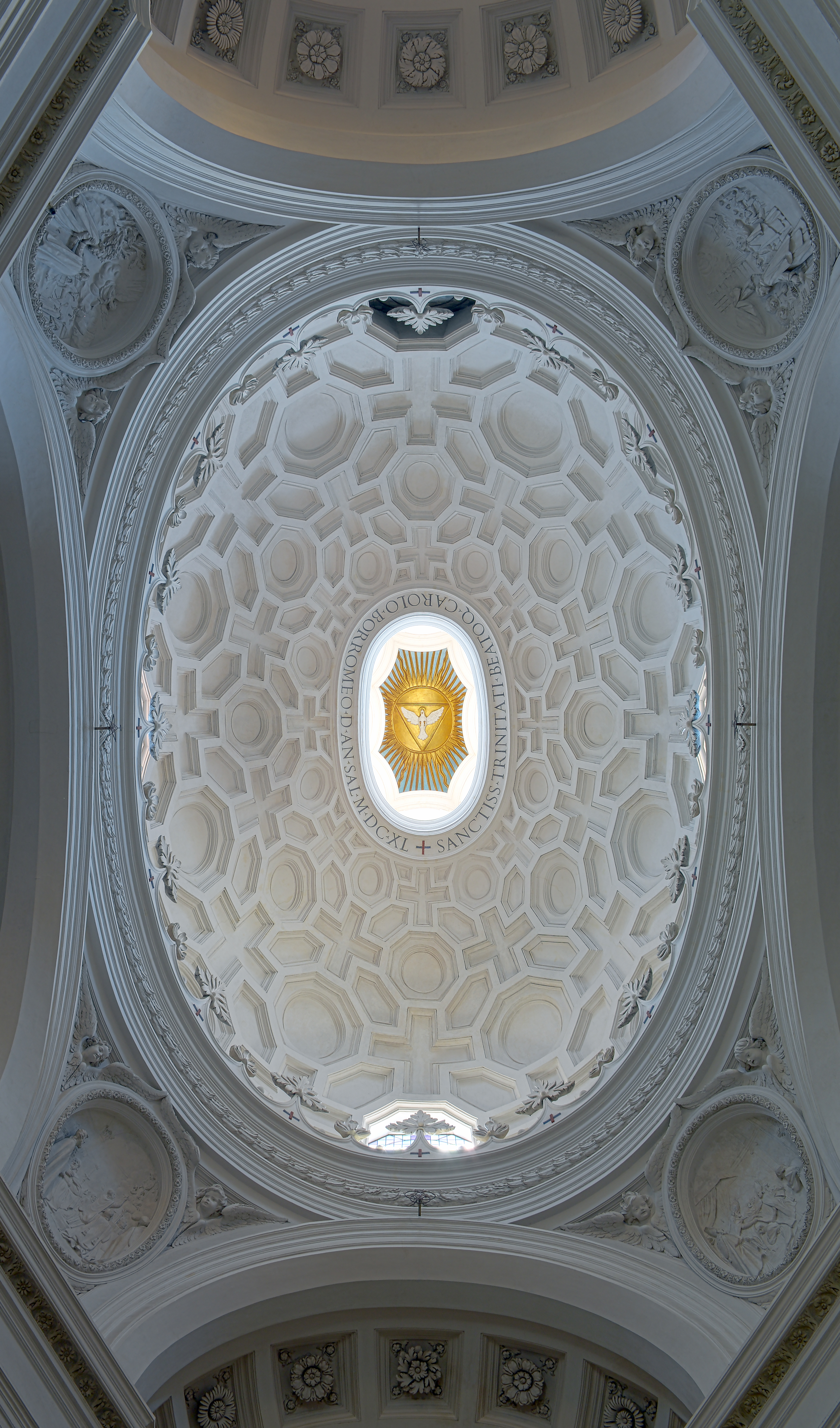
Voûte ovoïde et motifs de l'église Saint-Charles-des-Quatre-Fontaines à Rome.

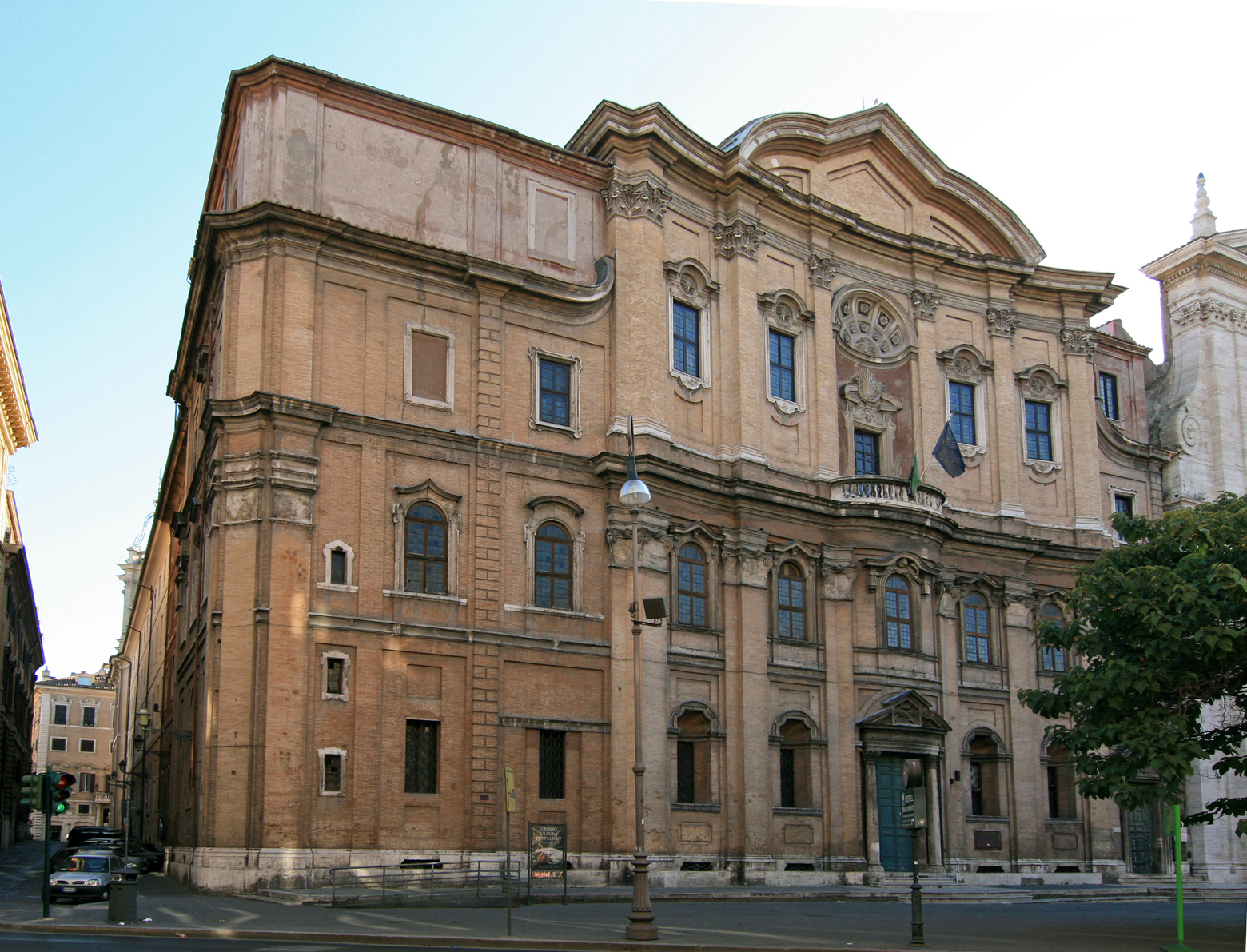
Fronton et fenêtres de l'oratoire des Philippins à Rome.

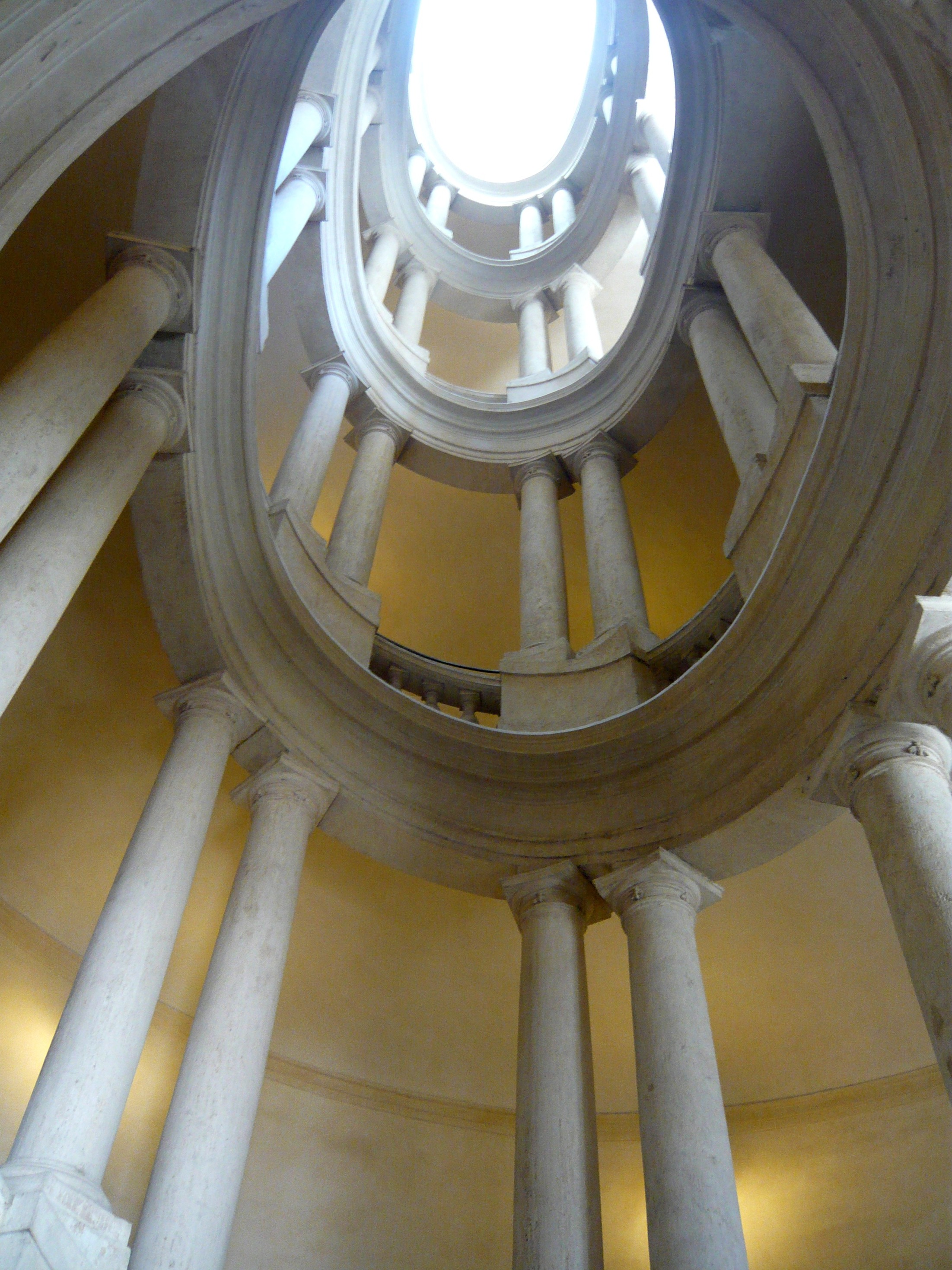
Escalier du palais Barberini à Rome.

Le film s'ouvre sur des images extérieures et des détails intérieurs d'architecture baroque en Italie, au son d'un concerto également baroque. Sans transition, une succession de vues urbaines d'une effrayante banalité introduit la remise du prix du "Cordeau d'Or 2013" à Alexandre Schmidt, un architecte quinquagénaire. D'origine suisse, se décrivant lui même comme athée, il s'est refusé à dessiner tout édifice religieux et a bâti sa carrière sur la création d'usines et de logements en zone urbaine mais il se dit toutefois préoccupé d'environnement. On apprendra par la suite qu'il a dessiné un hôpital sans fenêtre, pour une meilleure rigueur scientifique selon lui, s'apercevant trop tard que ce concept n'a eu pour effet que d'habituer les malades à la claustration de leur cercueil. Cela en dit long sur les doutes qui se font jour dans son esprit, à plus forte raison lorsque son futur projet, passant devant un jury d'évaluation, est soumis à des restrictions draconiennes qui le dénaturent en totalité.
En phrases sobres, en un dialogue ponctué de silences, il fait part à son épouse, Aliénor, sociologue et psychologue, de son départ le lendemain en Suisse puis à Rome afin de rédiger un texte sur l'architecte Francesco Borromini, un vieux projet enfoui au cours du temps. Il accepte qu'elle puisse l'accompagner dans ce retour aux sources de la Sapienza, la Sapience en français, c'est le nom d'une église construite par Borromini mais c'est également la voie intérieure qui doit le conduire à la lumière : sur lui-même, sur son métier et donc aussi sur la relation distante mais respectueuse qu'il a avec Aliénor, sans que l'on sache encore quelles en sont les raisons.
Au bord du lac de Lugano, à Bissone, Alexandre et Aliénor font une halte devant la maison natale de Borromini. Poursuivant leur route en Italie, ils s'arrêtent à Stresa, au bord d'un autre lac, le lac Majeur. Là, ils font la rencontre accidentelle d'un couple de jeunes gens, frère et sœur. Lui, Goffredo, 18 ans, aspire à entamer des études afin de devenir architecte. Lavinia, elle, semble souffrir d'un mal mystérieux qui l'affaiblit. Ce hasard bien curieux s'avèrera ne pas être aussi outrageusement fortuit qu'on pourrait le penser car les deux couples tireront de cette rencontre l'explication qui leur faisait défaut pour donner un sens à leur vie.
Alexandre accepte de prendre sous son aile Goffredo dans son périple à Turin puis à  Rome tandis qu'Aliénor restera à Stresa auprès de Lavinia.
Une description précise (en italien, langue couramment parlée par Alexandre) commence alors, celle de la rivalité qui opposa Borromini, le "baroque mystique" à Bernini, le "baroque rationnel", illustrée d'images comparant les deux manières. Alexandre avoue à Goffredo autant qu'à lui-même être ce Bernini, un architecte ayant négligé le rôle primordial de la lumière dans ses compositions urbaines, une recherche intuitive néanmoins essentielle pour Goffredo et qui le guide dans sa passion naissante pour la création d'espaces architecturaux. Par ses remarques et ses questions, l'élève devient malgré lui le maître, faisant resurgir la mémoire traumatique d'un enfant trisomique qui a divisé le couple d'Alexandre et d'Aliènor. C'était une petite fille, Virginie, dont ne voulait pas Alexandre et qui mourut à l'âge de huit ans. Son nom indique également le rôle de la vierge sacrifiée qui permettra au couple de renaître.
De son côté, Aliénor révèle à Lavinia le côté sombre de son mari. Dans ses débuts, il a été associé à François, un artiste dont il était secrètement jaloux et qui s'est suicidé peu de temps après. Ce fantôme ne l'a jamais vraiment quitté, comme si François avait été en fait Francesco Borromini, le véritable architecte, celui qui sait apprivoiser la lumière et faire se mouvoir les formes tandis que lui demeurait l'homme de raison.
Entretemps, une visite pour examiner des photographies du suaire de Turin, malgré la certitude de savoir qu'il s'agit d'un faux datant du XIVe siècle, induit chez Alexandre un rapprochement graduel avec l'autre côté, celui de la voie mystique qu'il a toujours soigneusement évité.
Pour Lavinia, les conversations qu'elle a (en français) avec Aliénor, fine psychologue, lui révèlent la racine de son mal: l'attachement excessif à son frère et la peur maladive  qu'il  arrive malheur à celui-ci. Elle s'en détachera, acceptant la fin de l'enfance et parviendra à se libérer de cette aliénation pour guérir complètement. Aliénor, elle-même aliénée à son propre passé, rencontre donc en Lavinia son propre reflet. 
Un soir, Aliénor fait une autre rencontre, celle d'un Chaldéen d'Iraq, chassé de son pays par la guerre. En vertu de son pouvoir immémoriel de divination, il lui confiera qu'il a lu dans une étoile qu'elle était aimée, des paroles qui semblent allumer en elle une étincelle d'espérance. 
Cette nuit-là, alors qu'Aliénor et Alexandre ne parviennent pas à trouver le sommeil, la dernière nuit de Francesco Borromini nous est relatée. On y voit comment, excédé par son jeune disciple et gardien qui refusait de lui laisser de la lumière, il s'est donné la mort en se perçant le cœur avec sa propre épée. Cette métaphore qui décrit un sacrifice sanglant nécessaire à une résurrection, selon l'opinion de Lavinia, annonce l'ouverture prochaine du cœur, c'est-à-dire de l'âme. 
Le moment est venu de découvrir l'église de la Sapience (Sant'Ivo alla Sapienza), à Rome, après un contretemps qui contraint Alexandre et Goffredo à y venir à l'aube, avant l'heure officielle des visites. Elle constitue le chef-d'œuvre baroque du maître suisse et il est donné à voir toute la blanche perfection du monument, depuis sa façade concave  jusqu'à la pierre de voûte de la coupole (l'oculus, l'œil, mais ici comblé) ornée d'un triangle équilatéral contenant l'image magnifiée d'une colombe portant une hostie. Ce symbole du Saint-Esprit ouvre ainsi la voie intérieure, non religieuse mais spirituelle, qui conduit Alexandre à la lumière du ciel et de la délivrance, dissolvant par là-même la culpabilité et les obstacles du passé. La sapience était connaissance cachée mais aussi sagesse révélée.
Alexandre prend enfin la décision qui orientera sa nouvelle vie. Il accepte la proposition qu'on lui a faite naguère d'enseigner l'architecture dans une école à Venise, précisément celle où Goffredo avait l'intention de faire ses études, justifiant l'intelligence extraordinaire du hasard.
De retour à Stresa après ce voyage initiatique, Goffredo propose à Lavinia de faire une ultime virée en barque sur le lac pour clore le cycle de l'enfance tandis qu'Aliénor retrouve son mari, renouant avec l'amour par un baiser de réconciliation et de pardon. Aliénor et Alexandre ne font plus qu'un, réunis par les deux premières lettres de leur prénom.

## Fiche technique
- Réalisateur : Eugène Green
- Scénariste : Eugène Green
- Producteur : Alessandro Borrelli (La Sarraz Pictures), Martine de Clermont-Tonnerre (Mact Productions)
- Photographie : Raphael O'Byrne
- Montage : Valérie Loiseleux
- Son : Mirko Guerra, Sonia Portoghese
- Décors : Giorgio Barullo
- Costumes : Agnès Noden
- Dates de sortie :
  -  Suisse : 8 août 2014 (Festival international du film de Locarno)
  -  Italie : 24 novembre 2014
  -  France : 25 mars 2015

## Distribution
- Fabrizio Rongione : Alexandre Schmidt
- Christelle Prot : Aliénor, l'épouse d'Alexandre
- Ludovico Succio : Goffredo
- Arianna Nastro : Lavinia, la sœur de Goffredo
- Eugène Green : le chaldéen
- Irene Fittabile : la mère de Goffredo et Lavinia
- Gilles Tonnelé : le président du conseil
- Michele Franco : le concierge de la Sapienza
- Jon Firman : l'Australien
- Clément Cogitore : André, le jeune architecte à la villa Médicis
- Chiara Malta : Maria Rosaria Vittori
- Sébastien Laudenbach : Thomas Gridaine
- Nathalie Chazeau : la femme au téléphone
- Hervé Compagne : le ministre
- Mario Bois : le réceptionniste
- Sabine Ponte : Isabelle
- Elisabeth Pelon : Charlotte de Brissac
- Sébastien Borghi : Marc Mérancourt

## Tournage
Le film est tourné entre le 12 septembre et le 12 octobre 2013 à Bissone, Stresa, Turin et Rome.

## Distinctions

### Nominations et sélections
- Festival international du film de New York 2014
- Festival international du film de Toronto 2014, section Wavelengths
- Festival international du film de Locarno 2014